# Минет (фильм)
«Мине́т» (англ. Blow Job) — американский немой чёрно-белый экспериментальный фильм 1963 года. Режиссёром, продюсером и сценаристом выступил Энди Уорхол. Несмотря на провокационное название, ни сам минет, ни что-либо непристойное в картине не показано. Лента хранится в Нью-Йоркском музее современного искусства.

## Сюжет
Зрителю показано крупным планом лицо молодого мужчины, стоящего у стены. По его мимике и жестам видно, что он получает удовольствие от чего-то, зрителю невидимого. Временами он выглядит скучающим, временами — задумчивым, иногда он смотрит прямо в камеру, ясно осознавая, что его снимают. На 25-й минуте он закуривает сигарету.

## В ролях
- Деверен Букуолтер[англ.] — мужчина, получающий удовольствие (в титрах не указан)
- Уиллард Маас[англ.] — мужчина, доставляющий удовольствие (в титрах не указан и в кадре не появляется)

## О фильме
Фильм был снят в воскресенье в январе 1963 года.
О том, кто исполнил роль делающего минет, долгое время были споры. Предполагалось, что это близкий друг Уорхола, поэт, фотограф и кинематографист Джерард Маланга. В своей книге «Попизм: уорхоловские 60-е» (1980) сам Уорхол заявил, что эту невидимую роль исполнили сразу пять юношей. Ныне с большой долей уверенности можно заявить, что эту роль исполнил кинематографист и поэт Уиллард Маас.
В 1966 году Уорхол снял продолжение, ленту «Есть слишком быстро», в оригинале называющуюся «Минет № 2». Она заметно длиннее: 67 минут, и со звуком.